# المهدي بن سليمان
المهدي بن سليمان، من مواليد 1 جانفي 1974، لاعب كرة قدم تونسي سابق.
بدأ مسيرته مع نادي المستقبل الرياضي بالمرسى في عام 1994 ولعب معه حتى عام 1996.
في موسم 1996/1997 انتقل إلى نادي مارسيليا الفرنسي، وفي عام 1997 انتقل إلى نادي فرايبورغ الألماني ولعب معه حتى عام 2002.
في موسم 2000/2001 انتقل على سبيل الإعارة إلى نادي بروسيا دورتموند الألماني ثم إلى نادي النصر السعودي في موسم 2000/2001.
في موسم 2002/2003 تحول للعب في النادي الأفريقي.
لعب مع منتخب تونس لكرة القدم وخاض كأس العالم 1998.

## روابط خارجية
- المهدي بن سليمان على موقع الاتحاد الدولي (مؤرشف)  (الإنجليزية)
- المهدي بن سليمان على موقع قاعدة بيانات كرة القدم.إي يو (الإنجليزية)
- المهدي بن سليمان على موقع ناشيونال فوتبول تيمز (الإنجليزية)
- المهدي بن سليمان على موقع أوليمبيديا (الإنجليزية)